# Programación geométrica
Un programa geométrico es un problema de optimización de la forma
Minimizar {\displaystyle \ f_{0}(x)\ } tal que 
{\displaystyle f_{i}(x)\leq 1,\quad i=1,\dots ,m}
{\displaystyle h_{i}(x)=1,\quad i=1,\dots ,p}
donde {\displaystyle f_{0},\dots ,f_{m}} son posinomios y {\displaystyle h_{1},\dots ,h_{p}} son monomios. Hay que subrayar que al hablar de programación geométrica (al contrario que en otras disciplinas), un monomio se define como una función {\displaystyle f:\mathbb {R} ^{n}\to \mathbb {R} } con {\displaystyle \mathrm {dom} \ f=\mathbb {R} _{++}^{n}} definido como
{\displaystyle f(x)=cx_{1}^{a_{1}}x_{2}^{a_{2}}\cdots x_{n}^{a_{n}}}
donde {\displaystyle c>0\ } y {\displaystyle a_{i}\in \mathbb {R} }.
Tiene múltiples aplicaciones, como el dimensionamiento de circuitos y la estimación paramétrica vía regresión logística en estadística.

## Forma convexa
Los programas geométricos no son por regla general problemas de optimización convexa, pero pueden transformarse en ellos mediante un cambio de variables y una transformación de las funciones objetivo y de restricción. Definiendo {\displaystyle y_{i}=\log {x_{i}}}, el monomio {\displaystyle f(x)=cx_{1}^{a_{1}}\cdots x_{n}^{a_{n}}\mapsto e^{a^{T}y+b}}, donde {\displaystyle b=log{c}}.
De la misma forma, si {\displaystyle f} es el posinomio
{\displaystyle f(x)=\sum _{k=1}^{K}c_{k}x_{1}^{a_{1k}}\cdots x_{n}^{a_{nk}}}
entonces {\displaystyle f(x)=\sum _{k=1}^{K}e^{a_{k}^{T}y+b_{k}}}, donde {\displaystyle a_{k}=(a_{1k},\dots ,a_{nk})} y {\displaystyle b_{k}=\log {c_{k}}}. Tras el cambio de variables, el posinomio se convierte en una suma de exponenciales de funciones afines.